# Dolci vizi al foro
Dolci vizi al foro (A Funny Thing Happened on the Way to the Forum) è un film del 1966 diretto da Richard Lester, trasposizione cinematografica dell'omonimo musical teatrale composto da Stephen Sondheim.
Ambientato nella Roma imperiale del I secolo d.C., con una trama ispirata alle commedie di Plauto (III secolo a.C.), il film è una parodia dei peplum hollywoodiani. È l'ultimo film recitato da Buster Keaton che morirà di lì a poco. Oscar al miglior adattamento musicale a Ken Thorne nel 1967.

## Trama
Antica Roma. Pseudolus, schiavo pigro e buontempone, ha un grande sogno: riuscire a comprarsi la libertà e diventare finalmente un cittadino romano. Quando Hero, il giovane figlio del suo padrone, si innamora di Philia, una schiava bella e incredibilmente stupida di proprietà del losco Lycus, Pseudolus gli proporrà uno scambio: se lui riuscirà a portargli Philia, Hero si impegna a liberare lo schiavo. La faccenda si complica quando Pseudolus scopre che Philia è già stata venduta al rozzo e violento Miles Gloriosus, il capo delle guardie.

## Riconoscimenti
- Premi Oscar 1967
  - Oscar alla migliore colonna sonora (adattamento)